# Mnesicles modestus
Mnesicles modestus är en insektsart som beskrevs av Carl Stål 1877. Mnesicles modestus ingår i släktet Mnesicles och familjen Chorotypidae. Inga underarter finns listade i Catalogue of Life.